# Jerzy Żyszkiewicz
Jerzy Żyszkiewicz (Oleśnica, 17 de Janeiro de 1950) é um político da Polónia. Ele foi eleito para a Sejm em 25 de Setembro de 2005 com 10527 votos em 3 no distrito de Wrocław, candidato pelas listas do partido Samoobrona Rzeczpospolitej Polskiej.